# 相原俊子
相原 俊子（あいはら としこ、1939年〈昭和14年〉6月3日 - ）は、日本の元体操選手。旧姓、白須（しらす）。現在は群馬県高崎市に在住し、群馬県スポーツ指導者協議会理事を務めていた。

## 経歴
広島県三原市出身。
6年先輩の池田敬子に憧れ、同じ三原高等学校、日本体育大学と歩み、1964年に25歳のときに池田らと東京オリンピック体操女子団体に出場し、赤の長袖レオタードに白のエレガンスシューズ姿で演技をこなして銅メダルを獲得した。
夫は同じ体操選手で1960年ローマオリンピック金メダリストの相原信行。
1979年、群馬県高崎市で夫と2人で開いた体操クラブから、1992年バルセロナオリンピック銅メダリストの相原豊と相原誠を輩出している。